# Altona International 2010
Die Altona International 2010 im Badminton fanden vom 9. bis zum 11. April 2010 in Altona North statt. 

## Medaillengewinner
| Disziplin    | Gold                      | Silber                        | Bronze                              |
| ------------ | ------------------------- | ----------------------------- | ----------------------------------- |
| Herreneinzel | Yogendran Krishnan        | Nicholas Kidd                 | Chad Whitehead                      |
| Herreneinzel | Yogendran Krishnan        | Nicholas Kidd                 | Jeff Tho                            |
| Dameneinzel  | Huang Chia-chi            | Erica Pong                    | Leisha Cooper                       |
| Dameneinzel  | Huang Chia-chi            | Erica Pong                    | Leanne Choo                         |
| Herrendoppel | Ross Smith Glenn Warfe    | Daniel Gouw Arnold Setiadi    | Saliya Gunaratne Chad Whitehead     |
| Herrendoppel | Ross Smith Glenn Warfe    | Daniel Gouw Arnold Setiadi    | Luke Chong Rahul Rampersad          |
| Damendoppel  | Tang Hetian Renuga Veeran | Leanne Choo Kate Wilson-Smith | Louise McKenzie Emma Rodgers        |
| Damendoppel  | Tang Hetian Renuga Veeran | Leanne Choo Kate Wilson-Smith | Kashmira Gobinathan Van Pham        |
| Mixed        | Raj Veeran Renuga Veeran  | Glenn Warfe Kate Wilson-Smith | Nelson Oon Hoe Keat Ann-Louise Slee |
| Mixed        | Raj Veeran Renuga Veeran  | Glenn Warfe Kate Wilson-Smith | Chad Whitehead Leanne Choo          |